# Betty Cuthbert
Betty Cuthbert (født 20. april 1938 i Sydney, død 6. august 2017) er en tidligere australsk atletikudøver som vandt fire olympiske guldmedaljer på sprinterdistancer.
I foråret 1956 satte hun verdensrekord på 200 meter med 23,2. Dermed var hun guldfavorit inden OL i Melbourne samme år. Under OL startede hun først på 200 meter, hvor holdveninden og verdensrekordindehaveren Shirley Strickland var storfavorit. Hun blev imidlertid slået ud i kvalificeringsheatene, og Cuthbert vandt finalen. Med denne overraskende sejr i ryggen vandt hun enkelt 200-meterfinalen. Hun tog sin tredje guldmedalje med det australske hold på 4 x 100 m stafet.
Under OL 1960 i Rom blev 100 og 200 meter domineret af den amerikanske Wilma Rudolph. Cuthbert blev slået i forsøget på 100 meter og deltog ikke på 200 meter.
Efter et par års pause gjorde hun comeback under Commonwealth Games i 1962 i Perth, denne gang på 400 meter. Under OL 1964 i Tokyo vandt hun 400 meter og tog dermed sit fjerde OL-guld.

## OL-medaljer
- 1956  Australien Melbourne -  Guld i atletik, 100 meter kvinder  Australien
- 1956  Australien Melbourne -  Guld i atletik, 200 meter kvinder  Australien
- 1956  Australien Melbourne -  Guld i atletik, 4 x 100 m stafet kvinder  Australien
- 1964  Japan Tokyo -  Guld i atletik, 400 meter kvinder  Australien